# Jora
Jora är en ort i Indien.   Den ligger i distriktet Morena och delstaten Madhya Pradesh, i den centrala delen av landet, 260 km söder om huvudstaden New Delhi. Jora ligger 191 meter över havet och antalet invånare är 26 338.
Terrängen runt Jora är platt. Runt Jora är det tätbefolkat, med 343 invånare per kvadratkilometer. Jora är det största samhället i trakten. Trakten runt Jora består till största delen av jordbruksmark.